# Ramón de Godoy
Ramón de Godoy y de Solá (La Coruña, 1867-Madrid, 1917) fue un poeta, dramaturgo, traductor y periodista español.

## Biografía
Nacido en 1867, era hijo de Ramón de Godoy y María del Pilar de Solá. Coruñés, fue colaborador de Vida Nueva (1902) y La Correspondencia de España (1903). Godoy, a quien Cejador y Frauca describe como «robusto y armoniso poeta»  [sic], publicó Aspiraciones (poemas, 1901), El eterno burlador (drama, 1915), La Tizona (drama, con López Alarcón, 1915), En el camino (comedia, 1917), Los jácaros (comedia premiada por el Ayuntamiento de Madrid, con José Ignacio de Alberti, 1917), El viaje entretenido, La canción sin esperanza (comedia, con Navarro) y La quimera (drama, con López Alarcón). También habría escrito Al margen de mi leyenda, traducido a Banville y colaborado con Camilo Bargiela. Miembro de la Asociación de la Prensa de Madrid, falleció el 2 de febrero de 1917 en Madrid.  En palabras de Emilio Carrere, «fué un corazón puro de poeta. Vivió pobre y altivo, como un gran señor del Ideal».